# 国际工会联合会 (1919年)
国际工会联合会（英語：International Federation of Trade Unions），又称阿姆斯特丹国际，是存在于1919年—1945年的欧洲国际性工会组织。它得到伯尔尼国际和社会主义工人国际的支持。

## 历史
1919年7月26日—8月2日于阿姆斯特丹，英、法、德、美、比、丹、荷、卢、挪、奥、瑞典、瑞士、西、捷等14个国家代表1770万会员的改良主义工会领导人举行的代表会议上建立国际工会联合会。主张无产阶级同资产阶级合作，屏弃工人阶级革命的斗争形式。该国际的领导人拒绝赤色职工国际的一切共同行动的建议。与亲共产党的各国工会组织采取不调和的斗争态度。整體的立場相對中立溫和。
1925年美国劳联不同意该国际的政治观念而退出后，该国际变成一个局限于欧洲的社会民主主义取向的组织，主要工作是游说国联与各国政府，参与国际劳工组织活动。1930年，该国际在29个国家有1350万会员。

### 後續
第二次世界大战爆发后，该国际不得不停止活动。阿姆斯特丹工会国际于1945年12月14日正式宣布解散，由1945年10月社會主義國家的世界工会联合会成立取代之，而1948年西方國家也成立了国际自由工会联合会，世界的工會總組織於是走向多年的東西分裂格局。

## 出版物
官方刊物为The International Trade Union Movement.

## 对外关系

### 共產黨的批評
共产国际、赤色职工国际与各国共产党、赤色工会反对国际工会联合会，称之为“阿姆斯特丹黄色工会国际”。例如，在共产国际加入条件第十条规定：加入共产国际的党，必须同阿姆斯特丹黄色工会“国际”进行坚决斗争。它应当在参加工会组织的工人中间反复地宣传同黄色阿姆斯特丹国际实行决裂的必要性。它应该竭力支持正在产生的属于共产国际的赤色职工国际。

## 扩展阅读
- Linden, Marcel van der, ed. The International Confederation of Free Trade Unions (Bern: Lang, 2000). 624 pp.
- Reiner Tosstorff, "The International Trade-Union Movement and the Founding of the International Labour Organization," International Review of Social History 2005 50(3): 399-433
- Fabio Bertini, "Gilliatt e la piovra. Il sindacalismo internazionale dalle origini ad oggi (1776-2006", Roma, Aracne, 2011, 616 pp.